# Anschlag am Flughafen Kabul 2021
Am 26. August 2021 verübte ein Selbstmordattentäter in einer Menschenmenge an einem Eingangstor des Flughafens Kabul in Afghanistan einen Bombenanschlag. Am Tag nach dem Anschlag gab ein Kliniksprecher an, dass 79 Afghanen bei dem Anschlag starben. Stunden später gaben die von den Taliban kontrollierten afghanischen Behörden an, dass mindestens 170 Afghanen gestorben seien; eine Zahl, die von international etablierten Medien wie New York Times und Guardian übernommen wurde. Es starben außerdem 13 US-Soldaten. Unter den Toten waren auch drei Zivilisten mit britischer Staatsangehörigkeit. Davon hatten zwei auch die afghanische Staatsbürgerschaft. Mindestens 150 weitere Menschen wurden verletzt. ISIS-K, der Ableger des Islamischen Staats der Provinz Khorasan, bekannte sich zu dem Anschlag.

## Hintergrund
Im August 2021 eroberten die Taliban während des Abzugs der NATO-Truppen wieder Afghanistan. Daraufhin wurde eine internationale Evakuierung eingeleitet. Die USA hielten am 26. August 2021 an ihrem Abzugsdatum fest: Bis zum 31. August 2021 wollen sie alle Streitkräfte aus dem Land abziehen. Laut US-Präsident Joe Biden sollen danach auch keine Evakuierungen mehr stattfinden. Verstärkt durch diese Ankündigung herrschten am Flughafen Kabul Chaos und Panik. In den Tagen vor dem Anschlag hatten mehrere Staaten (aufgrund von Einschätzungen eigener Geheimdienste, die sich auf konkrete Hinweise bezogen) vor einem Terroranschlag am Flughafen gewarnt. ISIS-K, ein in Afghanistan aktiver Ableger des „Islamischen Staates“, gilt als einer der radikalsten Widersacher der Taliban und hatte Anschläge angekündigt.

## Anschlag
Gegen 17:00 Uhr lokaler Zeit (13:20 Uhr UTC) sprengte sich ein Selbstmordattentäter vor dem Abbey Gate (Lage) des Flughafens Kabul in die Luft. Das Abbey Gate ist einer der Korridore, die an der Südseite des Flughafens zum zivilen Teil führen und seit mehreren Tagen mit ausreisewilligen Menschen überfüllt waren oder sind. Nach der Explosion wurden Schüsse durch britische und amerikanische Streitkräfte abgefeuert, entgegen erster Aussagen gab es jedoch keine Angriffe mit Handfeuerwaffen durch IS-Kämpfer auf Zivilisten und Soldaten. Alle Zugänge des Flughafens wurden nach dem Anschlag geschlossen.
Kurzzeitig hieß es, es hätte auch eine Explosion am Baron Gate gegeben. Dieses Gate befindet sich in der Nähe des Abbey Gate. Die US-Regierung bestätigte nur die erste Explosion. In ihren ursprünglichen Berichten war sie noch von zwei Explosionen ausgegangen.
Die Hilfsorganisation Emergency, die vor Ort ein Krankenhaus betreibt, meldete direkt nach dem Anschlag mehr als 60 Verletzte. Die Opferzahlen stiegen im Verlauf des Tages.

## Opfer

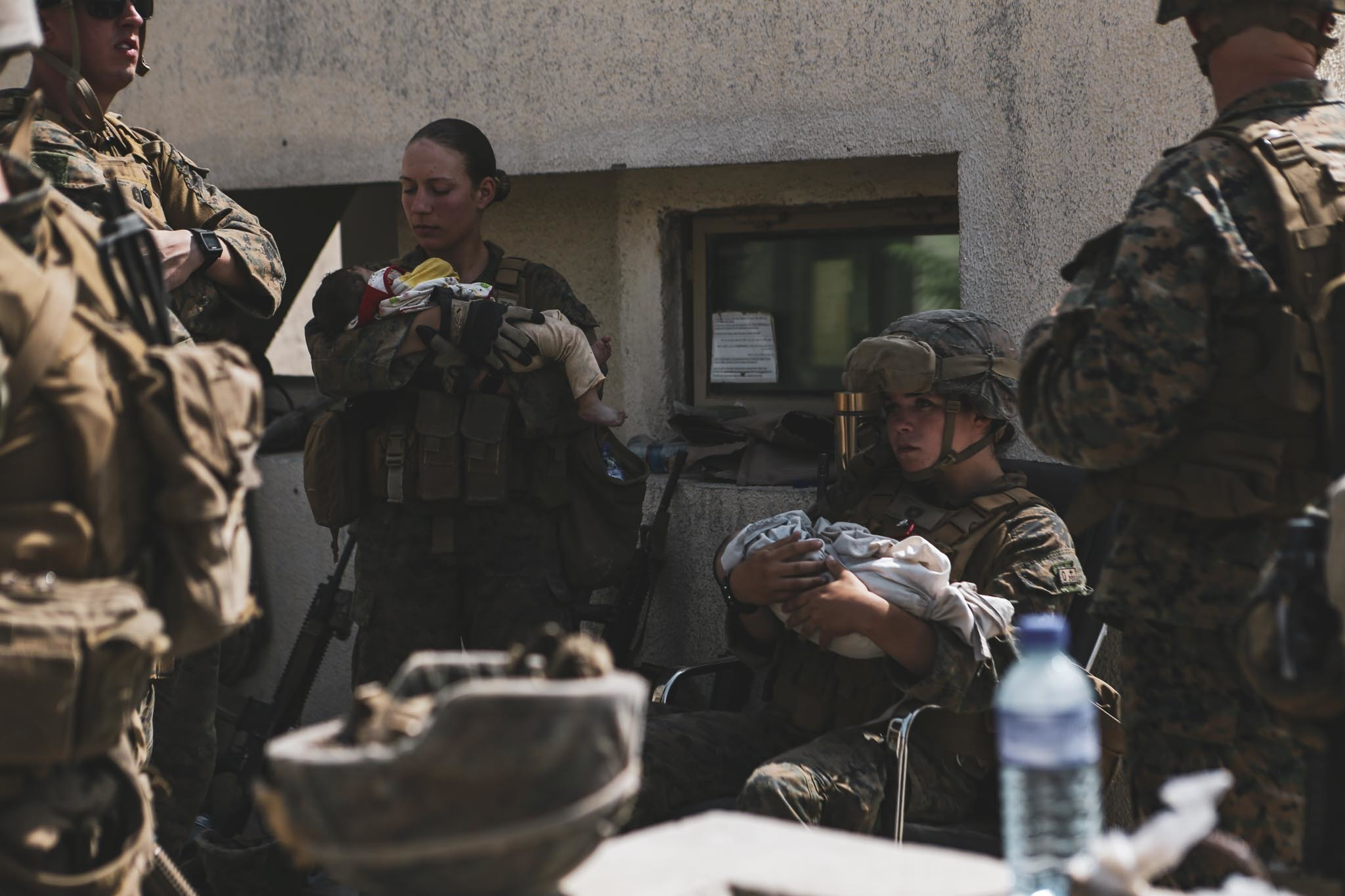
US-Soldatin Nicole Gee (links stehend mit Baby), sechs Tage vor ihrer Ermordung

Die von Taliban übernommenen afghanischen Behörden gaben bekannt, dass mindestens 170 afghanische Staatsbürger umgekommen seien. Medien, wie Spiegel, New York Times und ABC News übernahmen diese Darstellung in ihre Berichterstattung. Zuvor hatte am Tag nach dem Anschlag ein Kliniksprecher 72 tote Afghanen in Folge des Ereignisses gezählt. Jene Zahl wurde Stunden später auf 79 korrigiert. Mindestens 150 weitere Menschen wurden teils schwer verletzt, darunter Taliban-Mitglieder.
Bei dem Anschlag wurden 13 US-amerikanische Soldaten getötet. Elf gehörten dem Marine Corps an, einer der Army und einer als Sanitäter der Navy. 18 weitere US-Soldaten wurden verwundet. Die Getöteten waren die ersten in Afghanistan gestorbenen US-Soldaten seit Februar 2020 und zudem der größte Einzelverlust von US-Militärpersonal seit dem Abschuss eines Transporthubschraubers in Afghanistan, 2011. Die verwundeten US-Soldaten wurden per MedEvac zur Ramstein Air Base zwecks Behandlung im Landstuhl Regional Medical Center geflogen.

## Reaktionen
Bundeskanzlerin Angela Merkel verurteilte „den niederträchtigen Anschlag in einer sehr, sehr angespannten Situation“ und sagte ihren geplanten Besuch in Israel für den 28. bis 30. August ab. Merkel erklärte den Evakuierungseinsatz am selben Tag für beendet. Verteidigungsministerin Annegret Kramp-Karrenbauer erklärte, die Anschläge hätten deutlich gemacht, „dass eine Verlängerung der Operation in Kabul nicht möglich war“.
Auch die Niederlande und Spanien beendeten aufgrund der Anschläge ihre Evakuierungseinsätze; Großbritannien kündigte an, sich nun mit etwa tausend Menschen zu befassen, die im Flughafen bereits in britischer Obhut waren, und den Einsatz in wenigen Stunden zu beenden.
Der Präsident der Vereinigten Staaten von Amerika, Joe Biden, kündigte an, trotz der Anschläge mit der Evakuierungsmission planmäßig bis zum 31. August 2021 fortzufahren. Das Department of Defense bestätigte dies und nannte eine Zahl von über 104.000 Zivilisten, darunter etwa 5000 Amerikaner, die durch die Mission bereits evakuiert wurden. Man gehe davon aus, dass noch etwas über 1000 amerikanische Zivilisten in Afghanistan seien. Der US-Präsident Biden kündigte mit den Worten „Wir werden euch jagen und euch dafür bezahlen lassen“ Vergeltung für die Anschläge in Kabul an. In Verhandlungen zwischen der Türkei und den radikalislamischen Taliban nach dem Anschlag schlugen die Taliban vor, den Flughafen nach Beendigung der Evakuierungsmission selbst abzusichern, während die Türkei den operationellen Betrieb gewährleisten könne. Auch nach dem Anschlag sprach das Weiße Haus von der Möglichkeit einer Gefahr weiterer Anschläge, die eingesetzten Truppen seien in Kabul weiterhin in Gefahr.
Ex-Präsident Donald Trump sprach den getöteten Soldaten und ihren Angehörigen sein Beileid aus. Seit der Machtübernahme in Afghanistan hatte Trump fast täglich Erklärungen verschickt, in denen er Joe Biden Vorwürfe machte. Trump hatte mit den Taliban am 29. Februar 2020 das Doha-Abkommen geschlossen. Er überging bei den Verhandlungen die afghanische Regierung, die afghanischen Streitkräfte und die NATO-Verbündeten.

## Gegenschlag
Die US-Streitkräfte führten nach eigenen Angaben als Vergeltung einen Drohnenangriff auf „einen Planer“ von ISIS-K in der Provinz Nangahar aus. Die Süddeutsche Zeitung berichtete, dass, der Nachrichtenagentur Bloomberg unter Berufung auf einen US-Vertreter zufolge, hierbei eine Drohne des Typs MQ-9 Reaper zum Einsatz kam. Der Angriff soll, entgegen Aussagen anderer Quellen, unter anderem dem US-Zentralkommando Centcom, nicht einem Planer des Attentats auf dem Flughafen in Kabul gegolten haben, sondern einer Person, welche die USA verdächtigen, in die Planung weiterer Angriffe verwickelt zu sein. Am 28. August verkündete die US-Regierung, dass zwei ISIS-K-Angehörige getötet und einer verwundet wurde. Ihres Wissens seien keine Unbeteiligten zu Schaden gekommen.
Am selben Tag führten die USA einen Luftangriff auf ein – laut den US-Streitkräften mit Sprengstoff beladenes – stehendes Auto in Kabul durch. Dabei kamen laut New York Times in unmittelbarer Nähe dazu sieben Kinder und weitere drei Unbeteiligte ums Leben. Am 18. September 2021 räumten die US-Streitkräfte ein, dass ihr Gegenschlag 10 unschuldige Personen getroffen und keinen Sprengstoff ausgeschaltet hatte.
Am 24. April 2023 informierte das US-Militär erste Angehörige der eigenen gefallenen Soldaten darüber, dass der führende Kopf hinter dem Anschlag von den Taliban getötet wurde. Dabei wurden weder der Name des mutmaßlichen Täters genannt, noch konnte gesagt werden, wie genau der entsprechende Einsatz ablief.

## Bundeswehr
Die Bundeswehr führte am Tag des Anschlags ihre letzten Evakuierungsflüge durch. Die letzte deutsche Maschine war zum Zeitpunkt des Anschlags in der Abflugvorbereitung und führte daraufhin einen Notstart durch. Die deutsche Luftwaffe hatte außerdem zur Zeit des Anschlags noch ein Medevac-Flugzeug im afghanischen Luftraum, um für mögliche Zwischenfälle beim Abzug der letzten deutschen Truppen vorbereitet zu sein. Nach den Explosionen landete die Medevac erneut am Kabuler Flughafen.